# Mutterbach (Blies)
Der Mutterbach ist ein 8,6 km langer rechter Zufluss der Blies im östlichen Saarland, der in Limbach mündet. Bis in das 19. Jahrhundert war für den Bach der ältere Name Limbach gebräuchlich. Dieser Name wurde zwecks Dissimilation des Bach- und Siedlungsnamens verdrängt. Im 20. Jahrhundert wurde der Bach als Woog- oder Mutterbach bezeichnet. Im Einzugsbereich des Baches liegen Limbach, Eschweilerhof, Abstäberhof und Bayerisch Kohlhof.

## Geographie

### Verlauf
Der Mutterbach entspringt östlich von Rohrbach etwa 500 Meter südöstlich des Steigberges (306 m ü NN), der hier die Wasserscheide zwischen Blies und Saar darstellt, auf ca. 270 m über NN und verläuft nahezu in ostnordöstlicher Richtung, bevor er in Limbach von rechts kommend in die Blies mündet.
Auf seinem Weg dorthin begleiten ihn mehrere Verkehrswege, zunächst die A 6, die er etwa 2,5 km nach seiner Quelle von Nord nach Süd quert, dann auch die ehemalige Kaiserstraße bzw. Bundesstraße 40 (jetzt L 119) und die Eisenbahnstrecke Saarbrücken-Ludwigshafen. Nach 5,5 km quert er die A 8, die eine Wanderbarriere darstellt, und fließt anschließend durch die Siedlungsbebauung von Limbach.

### Zuflüsse
- Speckenbach (links)

## Nutzungsgeschichte

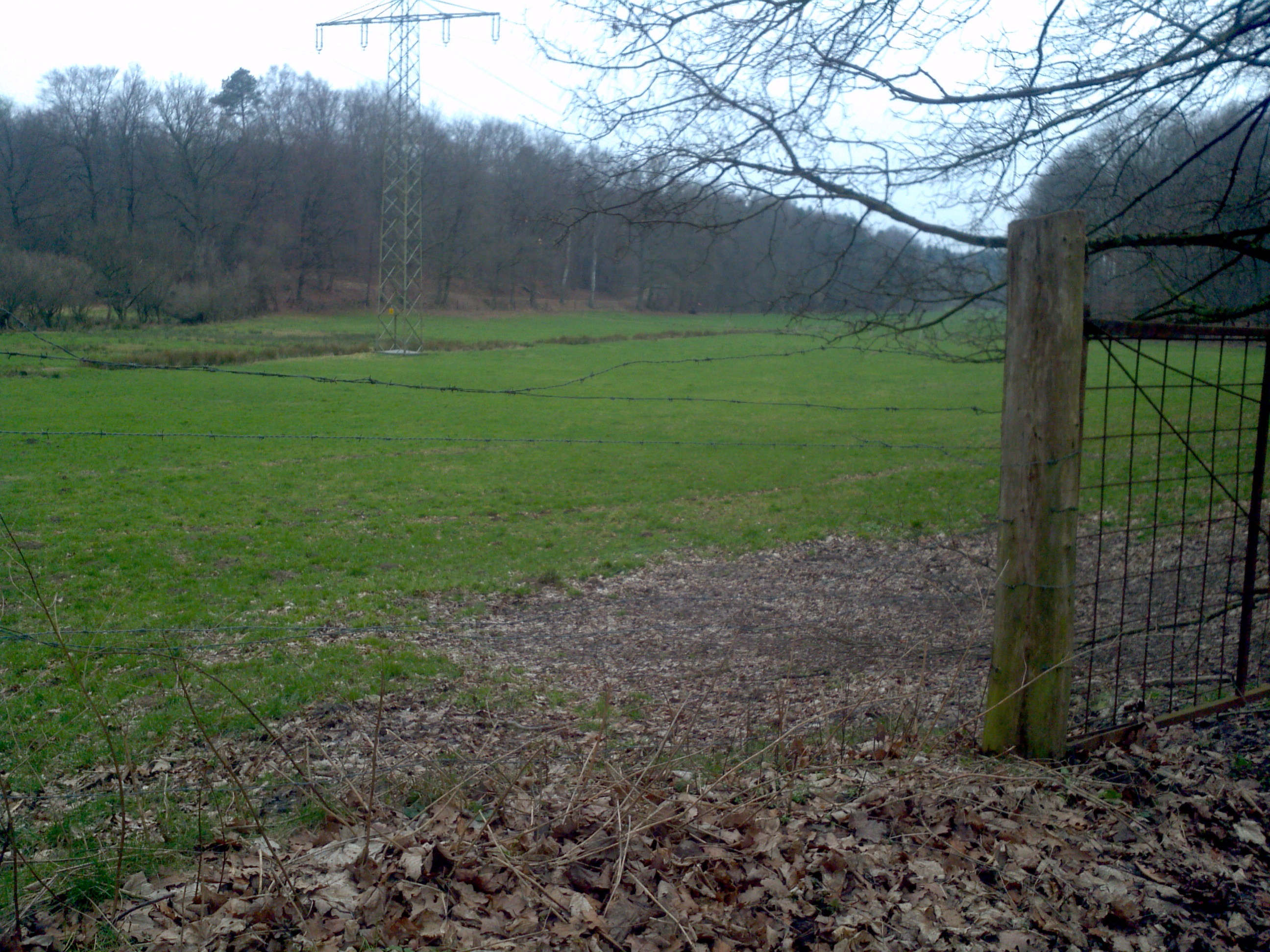
Oberlauf des Mutterbachs in Höhe Eschweiler Hof. Im Hintergrund am Waldrand links verläuft die A 6

Das Gebiet gehörte im Mittelalter zum Kloster Wörschweiler und gelangte dann an Pfalz-Zweibrücken. Im Jahr 1564 nennt der Geograph Tilemann Stella in seiner Beschreibung und Karte der Ämter Zweibrücken und Kirkel im Einzugsgebiet des Bachs zahlreiche größere und kleinere Weiher. Er beschreibt den Bach und dessen fünf kleine Zuflüsse:

„Die Limpach oder Limpacher bach, welche durch den zwen unnd zweintzigsten hauptgrundt herunterrinnt, hatt inn ihrer lengden bey 5900 schrit, das macht 1 1/4 meil weniger 100 schrit. Sie erhebt sich auß vielen lachen, fleusst als gemeinlich durch groß gemös unnd gebruch herunter, macht aber viel feiner wäge. Inn diese fallen: Das Eischweiler bächlin, ist lang 1400 schritt... Der Eischweiller bornfluß ist lang 210 schrit... Das Bucholtzer fluß ist lang 700 schritt... Das flößgen aus dem Kellers wägell ist lang 540 schritt... Die Grunbach ist lang 1600 schritt.“

Von den 13 durch Stella beschriebenen Weihern im Einzugsgebiet dieses Bachs durchfloss der Mutterbach selbst folgende sechs:

„Der oberste Buchhholtzer wagk ist lang 80 schritt und 40 breit... Der unnderst Buchholtzer wagk ist lang 180 schrit unndt 50 breit, er hatt zwey hörner... Der unnderst Eischweiler wagk ist lang 260 schrit und 60 breit, er hatt zwei hörner... Der Herrn Steinfurt ist lang 420 unnd 200 schrit unnd 80 breit... Des Apts Steinfurt ist lang 480 schrit unnd 140 breit... Der Limpacher wagk ist lang ann einem unnd dem lengsten horn 1100 schrit unnd am anndern 464 schrit. Der dam ist lang 300 schritt, sein grösste braite ist 600 schritt. Sein bodem hellt inn sich 240 morgen landts.“

Alle genannten Weiher wurden im 19. Jahrhundert zur Grünlandgewinnung trockengelegt; die beachtlichen mittelalterlichen Weiherdämme sind zumeist noch erhalten. Seit dem 20. Jahrhundert dient das wasserreiche Tal zur Wasserversorgung der Industriestadt Neunkirchen (Saar). Bei der Gebiets- und Verwaltungsreform im Saarland 1974 wurde das Tal, das bis dahin zu Kirkel gehörte, soweit es nördlich der A 6 verläuft, der Stadt Neunkirchen zugeschlagen, die dort heute das Wasser fördert.